# Haji Husu
Haji Husu (en azerí: Hacı Hüsü; Şuşa, 1839 – Asjabad, 1898) fue un cantante de mugam y compositor de Azerbaiyán.

## Biografía
Haji Husu nació en 1839 en Şuşa. Recibió su primer educación en madrasa. Kharrat Gulu, uno de los representantes más destacados de la escuela de mugam de Şuşa, fue su profesor. En 1880 Nasereddín Sah Kayar invitó a Haji Husu a Tabriz por la boda de su hijo. En los años 1870-1880, se abrieron varias reuniones musicales, clubes y escuelas en Şuşa. Los eminentes cantantes azerbaiyanos Kharrat Gulu y Molla Ibrahim fueron los creadores de la escuela de música en esta ciudad. Más tarde, Haji Husu y el famoso musicólogo Mir Mohsun Navvab crearon la Sociedad de Musicólogos de la ciudad. Él mejoró y creó nuevas versiones de mugams. Según Jabbar Garyaghdioglu, Haji Husu fue autor de “Gatar” mugam y interpretó este mugam con Sadigjan. Haji Husu murió en 1898 en Asjabad.